# Hyderabad (Índia)
|  | Per a altres significats, vegeu «Hyderabad». |

Hyderābād o Haidarābād (हैदराबाद) és una ciutat del centre-sud de l'Índia. Actualment, i de manera temporal, és la capital de l'estat de Telangana. També s'anomena així l'estat (principat d'Hyderabad) que va tenir aquesta ciutat per capital, i que va existir com a principat del 1724 al 1948 i com a estat de l'Índia de 1948 a 1956. La ciutat al començament del segle xx tenia una circumferència d'uns 10 km i estava envoltada amb una muralla de pedra flanquejada per bastions 

## Origen del nom
Hyderābād també és coneguda com a Bhagyanagar. Aquest nom ve d'una ballarina hindú (devadasi), que es va casar amb un príncep musulmà malgrat l'oposició del rei. Es deia era Bhagmathi i la ciutat va ser batejada en honor seu com a Bhagyanagar. Posteriorment, ella es convertí a l'islam tot prenent el nom de Hyder (o Haidar) Begum i la ciutat va passar a ser anomenada Hyderābād.

## Història

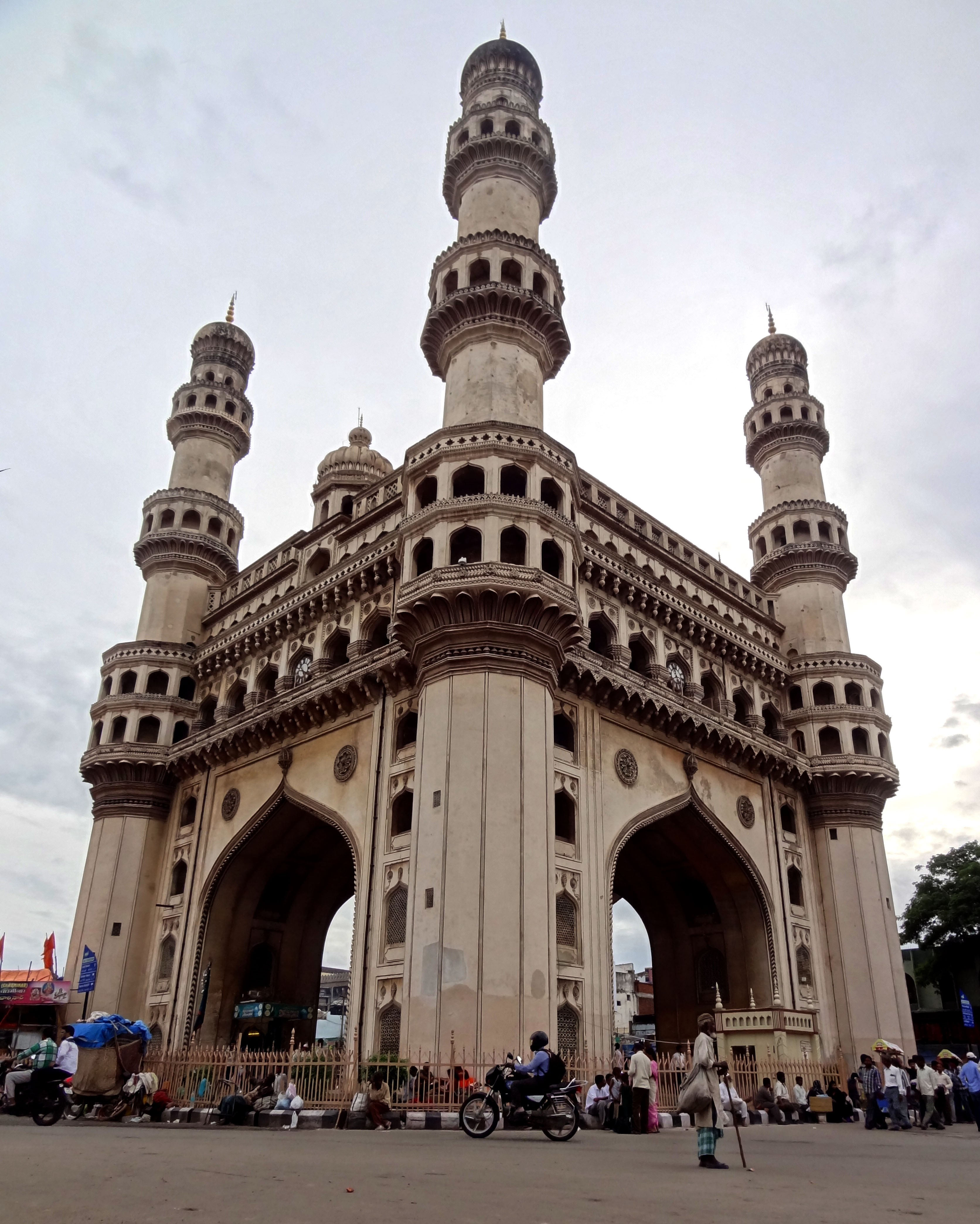
Charminar a la ciutat vella de Hyderabad

L'àrea on ara hi ha Hyderābād formava part de l'imperi budista d'Aixoka al segle iii aC. Diversos regnes hinduistes dominaren la regió a partir d'aleshores, per entrar finalment a disputar-se-la amb els musulmans, fins que al final del segle xvi Muhammed Kuli Kutb Shah consolidà el seu poder sobre la ciutat fortificada de Golconda, situada prop de l'actual emplaçament de Hyderābād. Posteriorment, feu fundar Hyderābād 8 quilòmetres a l'est de Golkonda, a les ribes del riu Musi, que n'absorbí el creixement poblacional que no podia mantenir-se intramurs.
A través dels seus més de 400 anys, la ciutat ha estat enriquida amb moltes mesquites, temples, minarets, basars i monuments.
La ciutat d'Haidarabad fou fundada el 1589 per Muhammad Kuli Kutb Shah, el cinquè sultà descendent de Kuli Kutb Shah, fundador de la dinastia kutubshàhida de Golconda. Muhammad Kuli va traslladar la seu del govern de Golkonda a la nova ciutat a causa de la manca d'aigua i la poca salubritat de l'anterior. Estava construïda a la riba del riu Musi a poc més de 10 km de la seva antiga capital, i li va donar el nom de Bhagnagar (Ciutat Afortunada) per la seva amistançada Bhagmati, una ballarina hindú; però després, quan Bhagmati es va convertir a l'islam i va agafar el nom d'Haidar, la va anomenar Haidarabad (Ciutat d'Haidar) encara que va costar una mica fer arrelar el nou nom. Golkonda i Haiderabad tenen històries gairebé idèntiques després de 1591 quan la capital va quedar totalment traslladada.
Muhammad Kuli va continuar la guerra amb els rages hindús que havien iniciat el seu predecessor Ibrahim Shah, i va estendre les seves conquestes al sud del riu Kistna; va conquerir la fortalesa de Gandikota i va saquejar Cuddapah; les seves tropes ven penetrar cap a Bengala i van derrotar el raja d'Orissa dominant gran part dels Circars Septentrionals. El 1603 va rebre un ambaixador d'Abbas I el Gran de Pèrsia que li va oferir valuosos regals (una corona de rubis entre d'altres); el sultà li va concedir el palau de Dil-kusha on va romandre sis anys rebent una pensió del sultà; al seu retorn el sultà va enviar també valuosos regals al xa persa entre els quals robes fetes a Paitan en les que s'havien trigat 5 anys per la seva confecció.
Muhammad Kuli va morir el 1611 després de regnar 34 anys; obres seves foren el palau i jardins d'Ilahi Mahal, els jardins de Muhammad, el palau de Nabat Ghat, el Char Mindr o Col·legi, i la mesquita Javui. Va fer una gran despesa en edificis públics que fou imitada per la noblesa del país sorgint diversos edificis notables.
El va succeir el seu fill Abd Allah o Abdullah Kuli Kutb Shah. Els mogols sota Shah Jahan (1627-58) van aparèixer a la zona. Aurangzeb, fill de Shah Jahan, fou enviat com a virrei del Dècan. De moment Golconda es mantenia com a tributària, però el primer ministre Mir Jumla es va veure embolicat en un conflicte amb la cort a causa del seu fill, i al no obtenir les concessions que demanava al seu sobirà, va demanar ajut als mogols que van trobar així una excusa per envair el país; Aurangzeb va demanar al seu pare d'acceptar la petició d'ajut, i Shah Jahan va ordenar al sultà de complaure les peticions de Mir Jumla; però el sultà va confiscar les propietats de Mir Jumla i va empresonar al seu fill Muhammad Amin; llavors l'emperador va enviar a Aurangzeb amb un exèrcit. Amb l'excusa d'escortar al seu fill Sultan Muhammad a Bengala per casar amb la seva neboda (filla del príncep Shuja) Aurangzeb havia de fer un tomb entre Aurangabad (capital del Dècan) i Bengala passant per Masulipatam, per evitar les jungles de Gondwana, i això l'acostava a Hyderabad. Sobtadament va fer un atac a traïció a la ciutat d'Haidarabad quan Abdulla Kutb Shah esperava per rebre'l amb honors.
El sultà va poder fugir al fort de Golkonda i Aurangzeb va ocupar Hyderabad, sent saquejada i mig cremada; el sultà va demanar la pau en termes raonables però els mogols no volien negociar i va haver d'acceptar les condicions: donar la seva filla en matrimoni a Sultan Muhammad, amb una dot en terres i diners, i pagar un fort tribut anual a més de pagar els endarreriments del tribut dels dos anys anteriors. Mir Jumla va esdevenir el general favorit d'Aurangzeb.
Abdulla va morir el 1672 (o 1674) i el va succeir el seu nebot i gendre Abu Hasan o Husayn, conegut també com a Tana Shah. Que ja de jove havia demostrat els seus hàbits dissipats; va caure sota influència d'un braman maratha de nom Madhuna Panth que va esdevenir primer ministre i el 1676 aquest home va convidar a Sivaji a anar a Hyderabad on es va presentar amb una força de 70.000 homes amb els quals anava a la regió carnàtica; va signar un tractat amb Abu Hasan.
Un atac de Bijapur fou derrotat per Madhuna Panth. Sivaji va morir el 1680 i el va succeir el seu fill Sambaji amb el que Abu Hasan va entrar en aliança; l'emperador Aurangzeb va desistir de moment de fer la guerra a Golconda a causa del tractat fet pel seu fill el príncep Muzain; però el 1686, després de la conquesta del Sultanat de Bijapur el 1686, Aurangzeb va dirigir la seva atenció a Golconda; Khan Jahan fou enviat contra l'estat i es va trobar que no podia derrotar l'exèrcit enemic i va demanar reforços i fou el mateix príncep Muazim el que fou enviat; el cap de les tropes de Golconda no fou lleial i va permetre a les forces reunides entrar sense lluita a Hyderabad on es va unir als mogols amb gran part de les tropes. Abu Hasan va quedar tancat a la fortalesa de Golkonda. Madhuna Panth va morir en un tumult popular i finalment el sultà va acceptar les condicions imposades: pagar dos milions de lliures amb diners i joies.
La pau fou de curta durada i el 1687 Aurangzeb va declarar altre cop la guerra; Abu Hasan va quedar assetjat a Golkonda per prop de 9 mesos, finalment capturat per una traïció i enviat a Bidar i després a Daulatabad on va morir el 1704, acabant així la dinastia. El territori fou governat per militars mogols que rebien el 25% de la recaptació.
Cap esdeveniment important va passar fins al 1707 quan va morir Aurangzeb; llavors els prínceps Azim i Muazim es van disputar la successió; el segon va triomfar i assolí el tron amb el nom de Bahadur Shah I. El príncep Kam Bakhsh va refusar reconèixer al seu germà com a emperador i Bahadur, després d'intentar convèncer-lo en debades amb diverses concessions, va marxar contra ell i el va derrotar en una batalla prop de la ciutat d'Hyderabad el febrer de 1708 en la que Kam Bakhsh va ser ferit de mort.
Bahadur Shah va fer una treva amb els marathes i la pau va restar fins a la seva mort el 1712. El virregnat fou donat a Zulfikar Khan, un fidel del príncep Azim i l'administració o govern directe a Daud Khan, un oficial paixtu que s'havia distingit sota Aurangzeb. A la mort de Bahadur (1712) es van produir lluites entre els seus fills; el gran Jahandar Shah semblava incapaç i l'exèrcit i la noblesa donava suport al fill segon Azim as-Shan; a la batalla que va seguir Azim as-Shan fou rebutjat i mort i Jahandar Shah va quedar com a emperador sense disputa.
Un dels seus primers actes fou condemnar a mort a tots els prínceps mogols que li podien disputar el tron, però no va aconseguir atrapar-los a tots i entre els que es van escapar estava Farrukhsiyar, únic fill d'Azim as-Shan; la causa d'aquest príncep fou abraçada pel governador de Bihar Sayyid Husain Ali. Els dos rivals es van trobar prop d'Agra el 28 de desembre de 1712 i l'1 de gener de 1713 Farrukhsiyar pujava al tron donant càrrecs a tots els seus partidaris entre els quals Chin Kilij Khan, un noble d'alt rang i brillant home d'estat que va rebre el títol de Nizam al-Mulk Asaf Jah.
El virrei de Dècan, Zulfikar Khan, fou executat, i Sayyid Husain Ali nomenat virrei al seu lloc. L'emperador aviat es va penedir del nomenament i va intentar eliminar el virrei: primer va escriure a Daud Khan, l'administrador, al que va prometre el càrrec de virrei si eliminava al seu cap al Dècan quan aquest hi arribés; Daud era amic i client de Zulfikar, que havia estat executat i considerava lluitar contra Sayyid Husayn Ali com una venjança, així que va agafar posicions a Burhanpur, es va proclamar virrei i va esperar al virrei; quan aquest es va presentar es va lliurar batalla i quan Daud estava a punt de guanyar va morir per una bala perduda (1716).
Sayyid Husayn Ali va iniciar llavors campanya contra els marathes però fou derrotat completament; llavors va unir les seves forces a les del seu germà Sayyid Abdullah Khan, wazir del Dècan, en contra de Farrukhsiyar, que seguia intentant desfer-se dels Sayyids. El desembre de 1718 els sayyids van avançar cap a Delhi i l'emperador va haver d'accedir a les seves peticions que esdevenien més importants per moment, i finalment van obtenir la possessió de la ciutadella reial i el palau; el febrer de 1719 Farrukhsiyar fou deposat i dos mesos després executat per orde dels germans sayyids que van posar al tron a Rafi al-Dawla, que va morir als pocs mesos i el va succeir el mateix 1719 Muhammad Shah.
Aquest darrer, per eliminar els germans Sayyids es va aliar amb Asaf Jah i Saadat Khan (fundadors de les nissagues d'Hyderabad i d'Oudh). Asaf Jah va veure l'oportunitat i va aixecar tropes i com que considerava que establir un control permanent a Delhi era complicat va decidir establir el seu poder al Dècan. L'octubre de 1720 Sayyid Husayn Ali fou assassinat i dos mesos després Abdulla Khan fou derrotat i fet presoner per les forces lleials a Muhammad Shah; però el poder d'aquest estava en decadència.
El gener de 1722, Asaf Jah va arribar a Delhi per agafar el títol de wazir i va trobar la cort i l'estat completament desorganitza; l'emperador i els seus favorits es dedicaven als plaers i després d'uns mesos en què cadascun estava insatisfet amb l'altra, l'emperador va decidir enviar a Asaf Jah contra el governador rebel de Gujarat, però Asaf aviat va retornar, encara reforçat per l'adquisició de la província sotmesa.
L'octubre de 1723, no gaire després de la seva victòria, va dimitir com a wazir i contra les ordes rebudes va retornar al Dècan, el que fou considerat com una virtual declaració d'independència. L'emperador havia acceptat la seva dimissió i li havia donat el títol de lloctinent de l'imperi (el més alt que es podia donar) però no havia eliminat l'hostilitat creixent del general contra ell. Va enviar ordes al governador local de Khandesh, Mubariz Khan, per desposseir al virrei, i ocupar el seu lloc. Mubariz Khan va reunir un exèrcit i Asaf Jah va negociar durant mesos en els quals va intentar crear la sedició entre les tropes de Mubariz però finalment la batalla es va fer inevitable i Asaf Jah va obtenir una victòria decisiva (octubre de 1724) a Shakarkhelda (Fathkhelda) al Berar. Mubariz Khan fou totalment derrotat i mort i Asaf Jah va esdevenir independent (el cap de Mubariz fou enviat a la cort imperial) i el 7 de desembre d'aquell mateix any va establir la seva capital a Hyderabad.
La història posterior de la ciutat és la del principat que va durar fins al 1948 sota la dinastia asafjàhida. Després fou capital de la província i estat(1950) d'Hyderabad dins l'Índia, que el 1956 va quedar repartit entre Karnataka, Andhra Pradesh i Maharashtra. Hyderabad fou declarada capital d'Andhra Pradesh. El seu creixement ha estat extraordinari durant els darrers anys; el 1996 va esdevenir una de les grans ciutats mundials del cinema.

## Demografia
La població de la ciutat s'estimava el 2018 en 9.482.000 habitants.
Estadístiques:
- 1881 = 123.675 (més suburbis 231287), total 354.962
- 1891 =
- 1901 =
- 1971= 1.796.000
- 1981= 2.546.000
- 1991= 3.059.262
- 2001= 3.637.483
- 2011= 6.809.970

Hyderābād té tant població musulmana com hindú i cristiana. Les llengües que més s'hi parlen són l'urdú (sobretot per part dels musualmans) i el telugu (per part d'hindús i cristians). A més, l'hindi hi és molts estès i l'anglès és molt emprat per als negocis.

## Administració
L'administració local correspon a un nagar nigam anomenat Greater Hyderabad Municipal Corporation (GHMC), dirigit per l'alcalde d'Hyderabad però amb pocs poders executius. Anteriorment l'alcalde era elegit per la corporació però la llei de 1955 fou modificada i l'elecció d'alcalde es fa ara al mateix temps que l'elecció de la corporació. El poder executiu el té el Comissionat Municipal, oficial del servei administratiu de l'Índia nomenat pel govern de l'estat d'Andhra Pradesh. El suburbi de Secunderabad i parts de la mateixa Hyderabad estan administrades pel Cos del Cantonement de Secundarabad (on hi ha diverses unitats militars estacionades). La ciutat està dividida en 150 seccions (Wards). La ciutat s'estén per tres districtes, el districte d'Hyderabad, el de Ranga Reddy i el de Medak. La Hyderabad Metropolitan Development Authority (HMDA), és una agència que planifica el desenvolupament sobre un territori de més de 6250 km² 
L'àrea metropolitana d'Hyderabad està repartida en cinc districtes:
1. Districte d'Hyderabad (Índia) amb 16 mandals
2. Districte de Medak amb 10 mandal
3. Districte de Rangareddi amb 22 mandals
4. Districte de Mahbubnagar amb 64 mandals
5. Distrcite de Nalgonda amb 4 mandals

## Economia
Des dels anys 90 moltes empreses estrangeres del sector de les telecomunicacions i la informació s'han instal·lat a la ciutat, que ha invertit notablement en infraestructura digital i s'ha beneficiat de la deslocalització que es dona a les empreses del primer món. Tecnològicament és un dels centres més importants del país.

## Transports
Hyderābād té, ultra diversos enllaços aeris regionals amb la resta de l'Índia, connexió amb ciutats de l'Orient Mitjà, el sud-est asiàtic (especialment Singapur i Malàisia) i els Estats Units d'Amèrica (Chicago).
La ciutat disposa del Metro d'Hyderabad que és una xarxa de transport públic que serveix l'àrea metropolitana. Té la particularitat d’estar construït íntegrament sobre viaductes que ocupen les principals vies de la ciutat. Té una longitud de 72 km, amb 3 línies i 66 estacions.
L'aeroport internacional Rajiv Gandhi fou obert el març del 2008 per Sonia Gandhi; està situat a Shamshabad, al sud-oest de la ciutat.

## Educació i ciència
Hyderābād és una important ciutat universitària. Disposa de vuit universitats i escoles professionals, entre d'altres la Universitat d'Osmania, la de Hyderābād i l'Institut Central d'Anglès i Llengües estrangeres (CIEFL).
Darrerament, a més, hom ha posat èmfasi en l'educació general, incloent-hi la femenina, amb l'objectiu d'incrementar la productivitat i fer millorar l'economia, cosa que alhora erosiona el sistema tradicional de castes.

## Agermanaments
- Dubai, Emirats Àrabs Units
- Medellín, Colòmbia
- Múnic, Alemanya
- Riverside (Califòrnia)[9]
- Suwon, Corea del Sud
- Taipei, Taiwan
- Kazan, Rússia

## Consolats i oficines comercials
- consolat general dels Estats Units
- consolat general de Rússia
- consolat general de l'Iran
- consolat general de Malaísia
- consolat general de l'Aràbia Saudita
- consolat general de Turquia
- oficina de comerç del Regne Unit
- oficina de comerç del Canada

## Espais turístics
- Mesquita de la Meca
- Charminar, amb quatre minarets

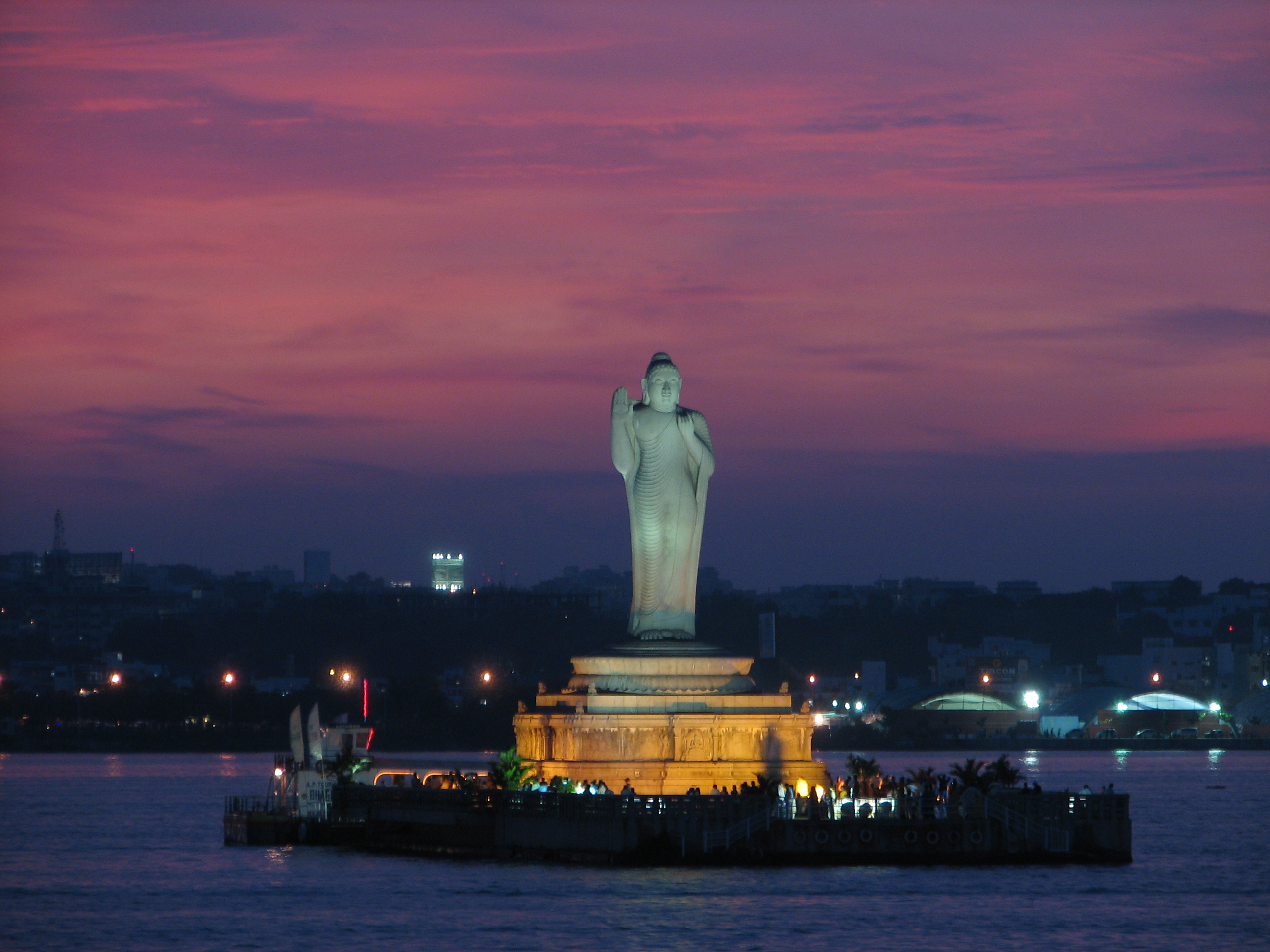
Estàtua de Sidarta Gautama al llac Hussain Sagar.

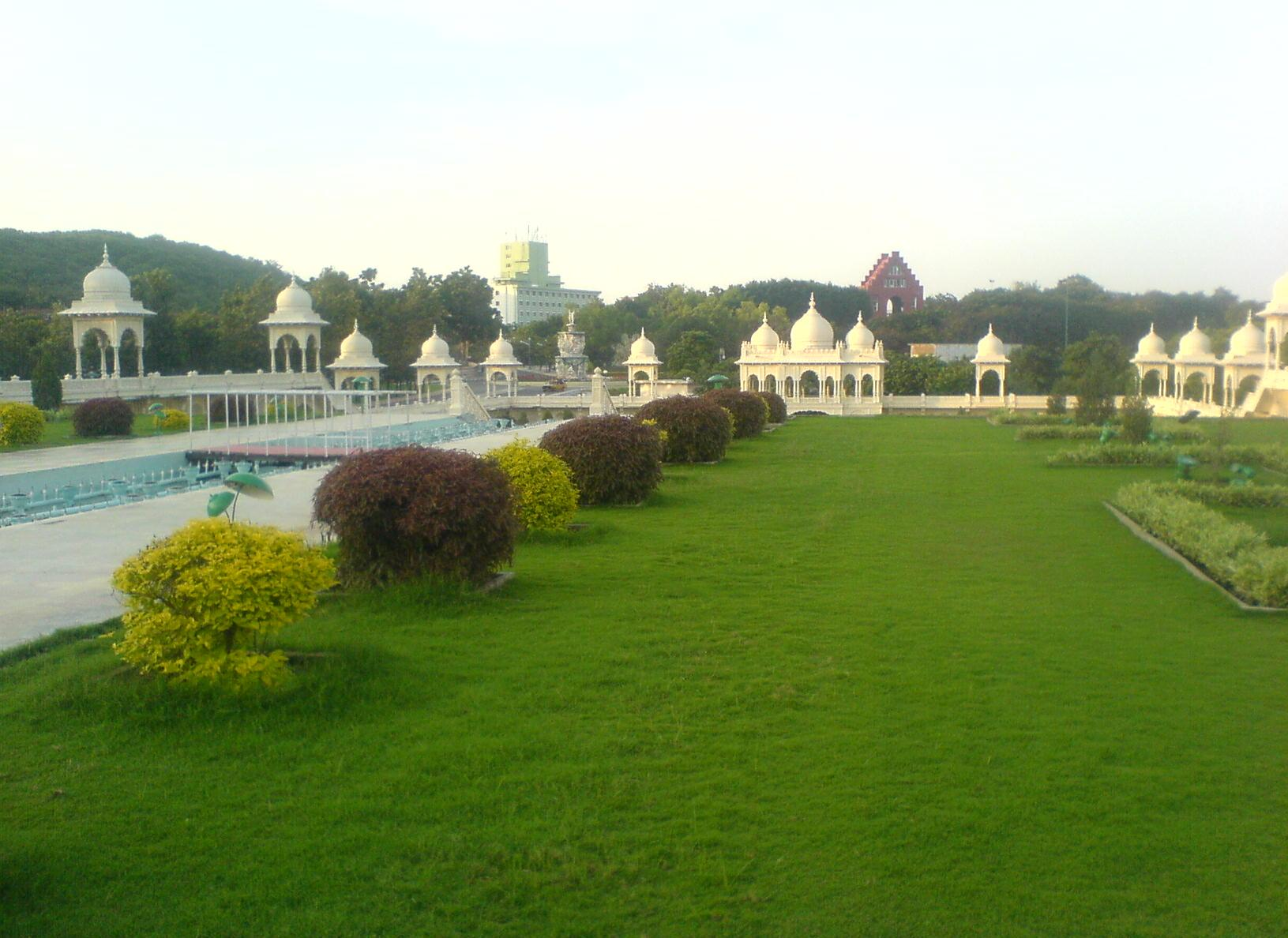
Jardins mongols a Ramoji Film City

- Palau Chowmahalla dels asfjàhides construït el 1750
- Palau Falaknuma, avui dia un hotel
- Fort de Golkonda
- Hussain Sagar, llac artificial construït per Hazrat Hussain Shah Wali
- Perles d'Hyderabad, mercats de perles, el principal a Pathergatti.
- Passeig de Necklace, popular passeig al costat del llac i del parc Sanjeevaiah
- Tombes dels sultans kutubshàhides a Shaikpet, prop de Golkonda.
- Ramoji Film City, ciutat de producció de pel·lícules, i l'estudi de cinema més gran del món; obert el 1996
- Museu Salar Jung
- Parc Lumbini, parc públic proper al llac